# Basse-Soule

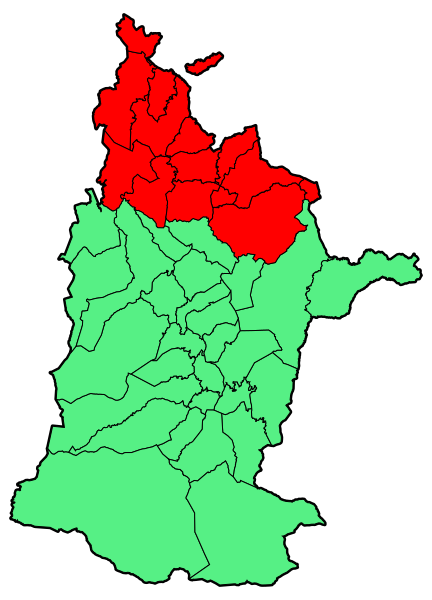
Pays historique de Pettarra

La Basse-Soule ou La Barhoue, ou Pettarra en basque, est un pays historique de la province basque de la Soule, dans le département des Pyrénées-Atlantiques.

Blason de la Soule

## Régions limitrophes
- le Béarn au nord
- Amikuze (Basse-Navarre) à l'ouest
- Basabürüa à l'est
- Arbaille au sud

## Communes
- Ainharp[1]
- Aroue-Ithorots-Olhaïby
- Berrogain-Laruns
- Viodos-Abense-de-Bas
- Domezain-Berraute
- Etcharry
- Espès-Undurein
- Gestas
- Osserain-Rivareyte
- Lohitzun-Oyhercq
- Mauléon-Licharre (ville principale)
- Moncayolle-Larrory-Mendibieu
- L'Hôpital-Saint-Blaise
- Chéraute

## Pays historiques de la Soule
- Arbaille (Arbaila)
- Basse-Soule ou La Barhoue ou (Pettarra)
- Haute-Soule (Basabürüa)[2]